# Poroto (Trujillo)
Poroto es una localidad peruana capital del distrito homónimo de la provincia de Trujillo y del departamento de La Libertad, el tercer departamento más poblado del Perú. Alberga una población de 3 mil habitantes según estimación y proyección del INEI, 2018 - 2020, hecho en enero de 2020.
Se ubica aproximadamente a unos 40 kilómetros al este de la ciudad de Trujillo.